# ارگولدسباخ
ارگولدسباخ (به آلمانی: Ergoldsbach) یک شهر در آلمان است که در بایرن واقع شده‌است.

## خصوصیات
ارگولدسباخ ۵۷٫۰۶ کیلومترمربع مساحت دارد ۴۱۶ متر بالاتر از سطح دریا واقع شده‌است.